# Duy Trung
Duy Trung is een xã in het district Duy Xuyên, een van de districten in de Vietnamese provincie Quảng Nam.
In het noorden van Duy Trung stroomt de Bà Rén.
Duy Trung heeft ruim 7700 inwoners op een oppervlakte van 32,3 km².